# クリストフ・マルティン・ヴィーラント

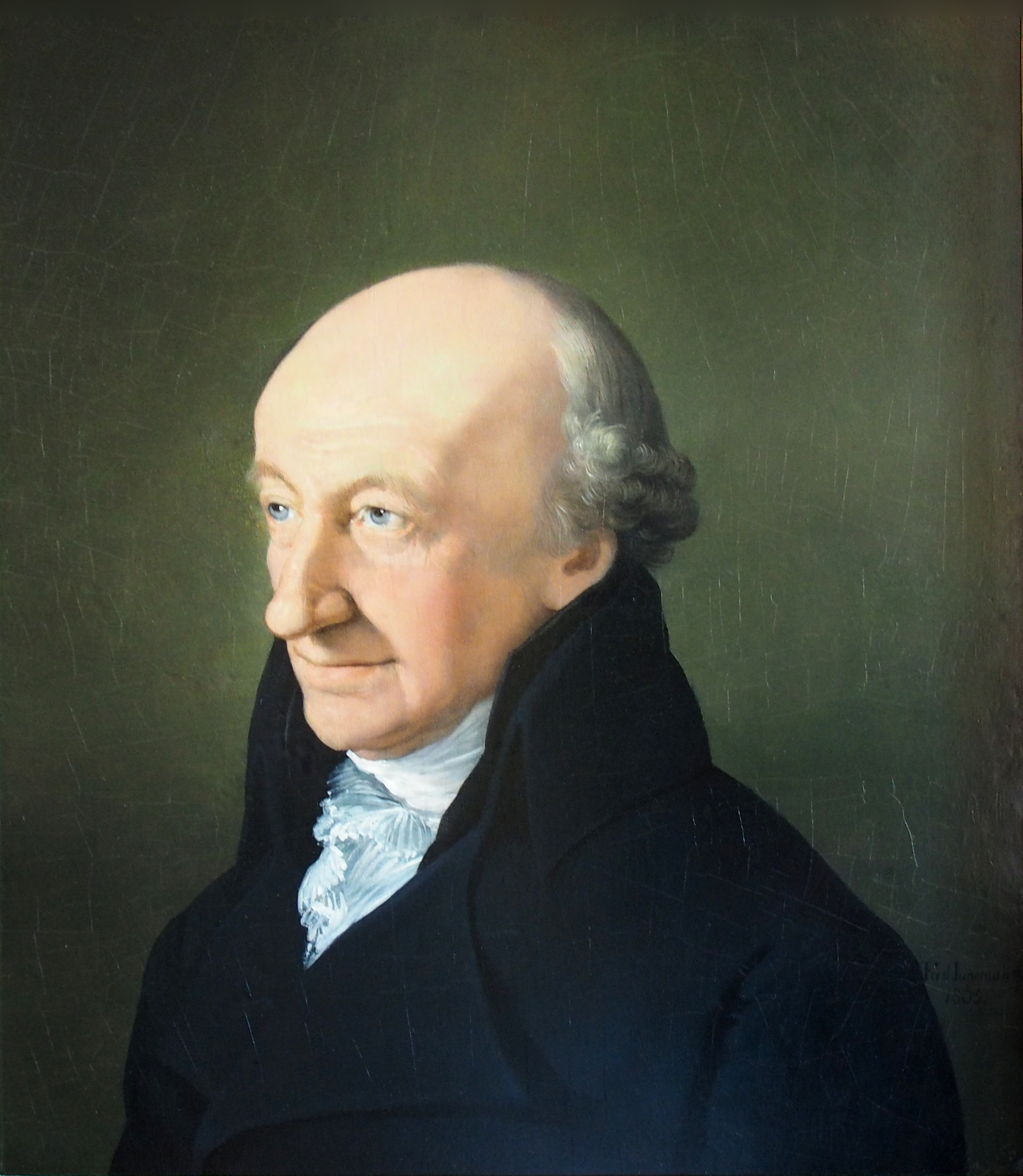
クリストフ・マルティン・ヴィーラント
（画）フェルディナント・ヤーゲマン

クリストフ・マルティン・ヴィーラント（Christoph Martin Wieland, 1733年9月5日 - 1813年1月20日）は、ドイツの詩人・翻訳家・作家。ヨハン・ヴォルフガング・ゲーテやフリードリヒ・シラーなどと並びドイツの古典主義時代において重要かつ大きな影響力を持った人物の一人である。

## 生涯
ヴィーラントは、1733年ドイツ南部のビーベラハ（Biberach）の北25㎞に位置するオーバーホルツハイム（Oberholzheim）という村に牧師の子として生まれた。幼少期より厳格な教育を受け、ラテン語やギリシア語などを幼いころに既に習得し、古典テクストなどを熟読した。1747年からはマクデブルク近郊の全寮制の学校クロスターベルゲン校に入り、さらに厳格な教育を受ける。彼は、ここでフランス語を修得し、ヴォルテールや、ベルナール・フォントネル、ピエール・ベールなどの当時の最新のフランスの作品のほか、ドイツのクロップシュトックやバルトルト・ハインリヒ・ブロッケスなどに親しんだ。1749年にはエルフルト大学で哲学やセルバンテスの『ドン・キホーテ』を学び、特に『ドン・キホーテ』からは後年大きな影響を受けた。1750年に帰郷し、従姉妹にあたるゾフィー・フォン・グッターマン（Sophie von Guttermann, 後のゾフィー・フォン・ラ・ロッシュ）と恋に落ち、婚約した。ヴィーラントは、これを基にいくつかのキリスト教的な詩を残している。しかし、ゾフィーは1753年、トリーア選帝侯枢密顧問官（Geheimer Konferenzrat des Kurfürsten von Trier）ゲオルク・ミヒャエル・アントン・フォン・ラ・ロッシュ（Georg Michael Anton von La Roche）との結婚に踏み切り、ヴィーラントとの婚約は解消された。
1752年からテュービンゲン大学で文学を法学や歴史を学び、ついでチューリッヒでスイス派 の文芸批評家でもあったボードマーの元で文学研究を行い、敬虔主義的な詩作を残しているが、シェイクスピアの研究や、医師で哲学者のツィンマーマンとの交流、さらにはゾフィーとの婚約解消なども相まって、やがて強い宗教的な志向を持つボードマーから離れていった。その後数年間はチューリッヒやベルンにおいて家庭教師として生計を立てた。
1760年にビーベラハに帰郷し、地元の市参事会員や官房主事の役職について役人としての活動を行うようになる。またかつての婚約者ラ・ロッシュ夫妻とも和解し、夫妻も出入りしていたシュターディオン伯爵の居城ヴァルトハウゼンの館にヴィーラント自身も出入りするようになった。シュターディオン伯爵は英仏で当時盛んだった啓蒙思想の持ち主であり、それによって工業の促進など様々な試みを行った人物であった。しばしば館では同じような考えを持った上流階級の人々が集い、ヴィーラントはこれらの人々との交流を持ち、多くの社会観や、機知や社交性を身に着けることができた。このことは文学的にも大きな影響を持ち、従来の宗教的で神秘的な部分は影を潜め、生そのものを享楽する快楽至上主義へと変わっていった。このような快楽主義的な中でいくつかの詩を発表するが、当時の視点から見ればクロプシュトック流のドイツ精神からの離反であり、多くの敵を作った。
それよりも重要なのは、1762年から1767年まで行ったシェイクスピアの散文の翻訳や、同時期にフィールディング、スターン、スウィフトといったイギリス市民文学の作品に触れ、叙事詩や物語以外にも、小説（Roman）という、当時ドイツのみならず、フランスでさえも軽視されていたジャンルにも手をつけようとしたことである。この時期の代表的な作品として まず1764年に『熱狂に対する自然の勝利、ロザルヴァのドン・シルヴィオ』（普通は単に『ロザルヴァのドン・シルヴィオ』Don Sylvio von Rosalva）を発表した。これは、セルバンデスの『ドン・キホーテ』を模倣したもので、舞台は同じくスペインで、主人公は「妖精物語」に夢中になり、妖精に会って魔力を得ようと旅に出るが、散々な苦労をした挙句、結局は自分の空想が誤りであったと悟るという作品である。
また1766年から1767年にかけては、代表作として知られる『アーガトン物語』（Agathon）を執筆した。これはプラトンの理想主義に心酔している主人公アーガトンが、理想と利欲や快楽などの低俗なものとの間で揺れ動くという展開で、結局は理想でもなく現実でもない諦念の域に達するという作品である。この作品は後のドイツ・ロマン派に大きな影響を与えた。
また、1768年に発表された韻文物語『ムザーリオン』（Musarion）では、主人公が女友達であるムザーリオンと衝突し、精神的拠り所を求めてストア派とピュタゴラス派の2人の禁欲主義者の所へ行こうとするが、いずれもムザーリオンの優美の哲学によって打ち負かされ、主人公もムザリーオンに負け、禁欲主義を捨てるというものである。
いずれの作品においても、ヴィーラントは人生の真の智慧は快楽に走ることでも、理想に走るのでもなく、双方が幸福に一致する点を求めることだと主張している。これは、いずれもヴィーラントがそれまで辿ってきた経験にも基づいているものとも言えよう。いずれの作品も大きな反響を持って受け入れられた。若きゲーテも「ムザーリオン」の虜になったという。
私生活では、1765年にドロテア・フォン・ヒレンブラントに結婚した。多くの子が育ち、結婚生活はとても幸せであっという。一方で、ヴァルトハウゼンの館での集いは伯爵の死で解散してしまう。やがてビーベラハでの生活が窮屈に感じ、1769年には招かれてエルフルト大学で哲学教授となる。当地では啓蒙主義的政治を絶賛する『黄金の鏡』（Der goldene Spiegel oder Die Konige von Scheschian）を1772年に執筆する。元々ヴィーラントは政治に深い関心を示し、宮廷での政治活動を望んでいたが、この『黄金の鏡』がヴァイマル公国の公妃アンナ・アマーリアの目に留まり、1772年に2人の息子アウグストとコンスタンティンの教育係としてヴィーラントを招いた。教育係としての役職は1775年まで続いたが、それ以降もヴァイマルの宮廷に仕えることになった。
また、1775年にはゲーテがヴァイマルへ招かれたほか、他にもシラーやヘルダーといった、後の世にも名を残すことになるドイツ文学の巨人がヴァイマルを訪れ、ヴァイマルはドイツ古典主義文学の牙城になり、一大黄金期を迎えた（ヴァイマル古典主義）。ヴィーラントとはこれらの人物との交流を持ち続け、互いに大きな役割を担った。
ヴィーラントは、ヴァイマルにおいて『ドイツのメルクール』（Teutsche Merkur）という雑誌を創刊して、詩や小説などを寄稿した。これにはゲーテなどからの寄稿もあり、高い評価を得た。1774年から1776年にかけてこの雑誌に載せられた小説『アブデラの人々』（Geschichte der Abderiten）は、ヴィーラントの代表作の一つとして知られている。この作品はギリシアのアブデラが舞台で、「愚民の町」と呼ばれるほど偏狭で俗悪な小市民的根性を持ったアブデラの人々と、この町に登場することになる哲学者デモクリトスなどの世界主義的な精神の持ち主との対比を滑稽に描いた作品である。ヴィーラントは、これによって自身の故郷ビーベラッハなどのような、当時のドイツの小市民的な面を風刺したものといえ、現代においても意義のある作品に仕上がっている。
ヴィーラントは『ドイツのメルクール』に叙情詩も寄稿し、その中には1777年の『ゲーロン』（Geron der Adlige）や『ガンダリーン』（Gandalin der Liebe um Liebe）のほか、代表作として知られる1780年発表の『オーベロン』（Oberon）がある。イタリアのスタンツァの韻律によって書かれたもので、カール大帝の騎士ヒューオンが王の命令により、バグダードのイスラムの宮廷まで行き、困難な使命を果たした後に美姫レツィアを伴って帰国するまでの愛と冒険の物語であるが、情緒豊かな情景とヴィーラントによる優美な用語により、多くの人に愛された。特にゲーテはこの詩を絶賛し、「詩が詩として、黄金が黄金として、水晶が水晶として存在する限り、『オーベロン』は一流の作品として愛好され、尊敬されるだろう」という言葉を残している。
その後もヴィーラントは、古典ギリシアやローマなどを題材とした歴史小説など残した。1791年には古代の哲学者の対話『ペレグリーヌス・プロートイス』（Peregrius Proteus）、1799年にはキリスト教がローマに伝わった頃の描いた歴史小説『善魔』（Agethodaemon）、1810年には犬儒派の哲学者の書簡を中心とした小説『アリスティッポス』（Aristipp）などを発表した。
「アリスティポス」を最後に執筆活動を終えたが、生涯を通じて詩、小説、文芸評論、政治評論などを多く残したほか、シェクスピアの翻訳やキケロ、ルキアノス、ホラティウスなどの古典作品の翻訳でも大きな役割を果たした。
私生活では1801年に妻と死別した。1813年にヴィーラントは79年の生涯を閉じた。